# NGC 5231
NGC 5231 est une galaxie spirale située dans la constellation de la Vierge. Sa vitesse par rapport au fond diffus cosmologique est de 6 822 ± 21 km/s, ce qui correspond à une distance de Hubble de 100,6 ± 7,1 Mpc (∼328 millions d'al). NGC 5231 a été découverte par l'astronome allemand Albert Marth  en 1864.
La classe de luminosité de NGC 5231 est I. C'est une galaxie active de type Seyfert 1.